# Sybroplocia sybroides
Sybroplocia sybroides är en skalbaggsart som först beskrevs av Schwarzer 1931.  Sybroplocia sybroides ingår i släktet Sybroplocia och familjen långhorningar.
Artens utbredningsområde är Filippinerna. Inga underarter finns listade i Catalogue of Life.